# Belle Valley, Ohio
Belle Valley là một làng thuộc quận Noble, tiểu bang Ohio, Hoa Kỳ. Năm 2010, dân số của làng này là 223 người.

## Dân số
- Dân số năm 2000: 263 người.
- Dân số năm 2010: 223 người.